# Martin Mottier
Martin Henri Mottier (* 21. Februar 1959 in Erlangen) ist ein deutscher Schauspieler, Theater- und Drehbuchautor, Produzent sowie Regisseur. Er lebt in Nürnberg und ist bekannt für seine Mitwirkung an zahlreichen Theater- und Filmproduktionen, insbesondere für seine Bearbeitungen klassischer Werke in fränkischer Mundart.

## Leben und Karriere
Martin Mottier wuchs in Mittelfranken auf und machte sich besonders durch seine Auftritte beim „Theater-ausfreienstücken“, und in Shakespeare-Stücken des „Theater aus dem Kulturkammergut“ einen Namen, wo er in einer Vielzahl klassischer Rollen zu sehen war. Auch seine Arbeiten für die „Hans-Sachs-Gruppe der Stadt Nürnberg“ trugen zu seiner Bekanntheit bei. Im Laufe seiner Karriere ist Mottier nicht nur als Schauspieler aktiv, sondern auch als Theater- und Drehbuchautor sowie Produzent und Regisseur.

## Film und Drehbuch
Mottier hat sich auch als Drehbuchautor einen Namen gemacht, insbesondere durch seine Filme, die auf fränkische Weise bekannte Werke neu interpretieren. Sein Film Waden afn Godot (2018), den er zusammen mit Michael Nowak produzierte, ist eine fränkische Version von Samuel Becketts Theaterstück Warten auf Godot und wurde für seine humorvolle und regionale Interpretation des existenziellen Dramas gefeiert. 2024 schrieb und produzierte er ebenfalls mit Michael Nowak den Urfausd, eine Adaption von Goethes Faust, wieder in fränkischer Mundart.

## Theaterarbeiten
Ein weiterer wichtiger Bestandteil von Mottiers künstlerischem Schaffen ist seine Arbeit am Fürther Straßentheater. Dort wirkte er an Bearbeitungen klassischer Stücke mit, die in fränkischer Mundart aufgeführt werden, und brachte so die regionale Kultur auf innovative Weise auf die Bühne. Diese Inszenierungen spiegeln seinen starken Bezug zur fränkischen Heimat und Sprache wider.

## Werke (Auswahl)
- Wadn afn Godot[7] (2018, Drehbuch und Filmproduktion)
- Urfausd[8] (2024, Drehbuch und Filmproduktion)